# Саратовский социально-экономический институт
Саратовский социально-экономический институт — высшее учебное заведение в Саратове. С 2014 года по 2020 год — филиал Российского экономического университета (РЭУ) имени Г. В. Плеханова. В 2020 году ликвидирован как филиал РЭУ им. Г. В. Плеханова и вошёл в состав Саратовского государственного технического университета им. Ю. А. Гагарина как Социально-экономический институт (СЭИ).
За годы своего существования институтом подготовлено более 70 тысяч специалистов.

## История
В 1931 году создан Саратовский финансово-экономический институт.
В 1938 году институт был переименован в Саратовский кредитно-экономический институт.
В 1946 году путём объединения Саратовского кредитно-экономического института с Саратовским плановым институтом Госплана РСФСР образован Саратовский экономический институт.
В 1982 году за заслуги в подготовке квалифицированных специалистов и развитии научных исследований Указом Президиума Верховного Совета СССР институт был награждён орденом «Знак Почета».
В 1994 году институт был переименован в Саратовскую государственную экономическую академию.
В январе 1999 года академия переименована в Саратовский государственный социально-экономический университет.
14 сентября 2001 года на территории университета торжественно открыт памятник студенту. Памятник изображает студента, сидящего на стопке книг и углублённо изучающего неизвестный предмет. Общее настроение композиции быстро породило её неофициальное название - «ночь перед экзаменом». Авторы памятника – скульпторы Андрей и Сергей Щербаковы.
В 2007 году к университету присоединён Саратовский техникум отраслевых технологий и финансов.

В 2012 году началась процедура присоединения СГСЭУ к Российскому экономическому университету им. Г. В. Плеханова. В январе 2014 года СГСЭУ стал Саратовским социально-экономическим институтом (ССЭИ) РЭУ им. Г. В. Плеханова. В апреле 2014 года к ССЭИ присоединился Саратовский институт (филиал) Российского государственного торгово-экономического университета.

Памятник студенту

По состоянию на 2018 год, в структуру института входило 6 факультетов, 18 кафедр, Колледж экономики и финансов, Учебный центр, Экспертный консультационный центр, научно-консультационный центр экономико-правовых исследований и экспертиз, юридическая клиника, Центр развития молодёжного предпринимательства. Институтом реализовывалась образовательная программа среднего общего образования, 3 программы среднего профессионального образования, 77 программ высшего образования, включая бакалавриат, специалитет, магистратуру, 12 программ подготовки научно-педагогических кадров, более 100 дополнительных профессиональных образовательных программ.
В июне 2019 года появилась информация о скорой ликвидации Саратовского социально-экономического института как филиала Российского экономического университета им. Г. В. Плеханова и его последующем присоединении к Саратовскому государственному техническому университету (СГТУ) им. Ю. А. Гагарина. 3 июля СГТУ объявил о готовности присоединить к себе ССЭИ. В соответствии с приказом Министерства науки и высшего образования Российской Федерации № 1386 от 18 декабря 2019 года начали осуществляться мероприятия по ликвидации Саратовского социально-экономического института (филиала) РЭУ им. Г. В. Плеханова. В течение лета 2020 года все студенты института были переведены в СГТУ с сохранением формы и условий обучения.
Летом 2020 года Саратовский социально-экономический институт как филиал Российского экономического университета им. Г. В. Плеханова был ликвидирован.
1 сентября 2020 года высшее учебное заведение открыло свои двери для студентов как Социально-экономический институт Саратовского государственного технического университета (СГТУ) им. Ю. А. Гагарина. Институт возглавила профессор из СГТУ - заведующая кафедрой «История Отечества и культуры», доктор исторических наук Галина Лобачева.

## Ректоры и директора
- Герман Иван Михайлович (1974—1997) — ректор Саратовского экономического института и Саратовской государственной экономической академии, кандидат экономических наук, профессор.
- Динес Владимир Александрович (1998—2013) — ректор Саратовской государственной экономической академии и Саратовского государственного социально-экономического университета. доктор исторических наук, профессор.
- Наумов Сергей Юрьевич (2013—2019) — директор Саратовского государственного социально-экономического университета и Саратовского социально-экономического института РЭУ имени Г. В. Плеханова, доктор исторических наук, профессор.
- Мизякина Ольга Борисовна (2019—2020) — и. о. директора Саратовского социально-экономического института РЭУ имени Г. В. Плеханова, кандидат экономических наук, доцент.
- Лобачёва Галина Викторовна (2020—2021) — директор Социально-экономического института СГТУ имени Ю. А. Гагарина, доктор исторических наук, профессор.
- Грандонян Карапет Андраникович (с 2021 по настоящее время) — директор Социально-экономического института СГТУ имени Ю. А. Гагарина, кандидат юридических наук, доцент.

## Структура

### Кафедры
- Бухгалтерского учёта, анализа хозяйственной деятельности и аудита
- «Государственное правовое регулирование экономики и кадровой политики» (ГПР)
- Истории и культурологии
- «Переводоведение и межкультурная коммуникация» (ПМК)
- Таможенного дела и товароведения
- «Финансы и банковское дело» (ФБД)
- «Физическая культура и спорт» (ФКС)
- «Экономика и маркетинг» (ЭКМ)

### Другие подразделения
- Центр внедрения информационных технологий и сертификационного обучения
- Информационно-образовательный центр «Виртуальный филиал Русского музея»
- Библиотека
- Издательский центр
- Музей истории института
- Студенческое кадровое агентство
- Ассоциация AIESEC
- Центр содействия трудоустройству выпускников
- Студенческий клуб университета

## Периодические издания
- Научный журнал «Вестник Саратовского государственного социально-экономического университета» («Вестник СГСЭУ»).  Издаётся с 2001 г. Периодичность – 5 выпусков в год. Включён в перечень ведущих рецензируемых научных журналов и изданий ВАК Министерства образования и науки России, выпускаемых в Российской Федерации, в которых должны быть опубликованы основные научные результаты диссертаций на соискание ученой степени доктора и кандидата наук[12].
- Международный научный журнал «Психология и экономика»[13]. Журнал выходит два раза в год, рабочие языки: русский и английский.
- Научно-практический журнал «Информационная безопасность регионов»[14].  Журнал издаётся с 2007 года, выходит два раза в год. Включён в перечень ведущих рецензируемых научных журналов и изданийВАК Министерства образования России, выпускаемых в Российской Федерации, в которых должны быть опубликованы основные научные результаты диссертаций на соискание ученой степени доктора и кандидата наук.
- Научно-практический журнал «Наука и общество»[15]. Периодичность издания – 4 номеров в год.
- Научно-практический журнал молодых учёных «Факторы успеха»[16]. Издаётся с 2013 г. Периодичность – 2 выпуска в год.

## Научная деятельность

### Software Freedom Day

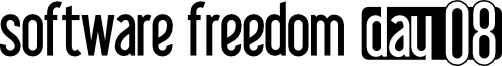
Software Freedom Day logo

Начиная с 2007 года, в стенах СГСЭУ проходил фестиваль свободного программного обеспечения. Software Freedom Day, в рамках которого проводится фестиваль — это ежегодный международный праздник. В 2008 году в нём участвовали более 500 команд из более чем 90 стран. По решению 2006 года он проводится в третью субботу сентября (в 2008 году — 20 сентября) и его цель — показать, что свободное ПО — это то, с чем можно иметь дело как в жизни, так и в работе.

### День ГИС
В 2008 году СГСЭУ проводил праздник, посвящённый геоинформационным системам с представлением студенческих разработок.

## Награды
- Орден «Знак Почёта» (1982)[20].

## Известные выпускники
| ФИО                            | Год выпуска | Специальность                    | Достижения |
| ------------------------------ | ----------- | -------------------------------- | --- |
| Анфиногентова Анна Антоновна   | 1962 г.     |                                  | доктор экономических наук, профессор; действительный член (академик) РАН, директор Института аграрных проблем РАН                                                                                               |
| Белов Александр Георгиевич     | 1979 г.     | планирование народного хозяйства | руководитель Управления Федерального казначейства по Республике Хакасия |
| Гусев, Владимир Кузьмич        | 1969 г.     | планирование промышленности      | первый заместитель председателя Комитета Совета Федерации по экономической политике, предпринимательству и собственности; член Комиссии Совета Федерации по жилищной политике и жилищно-коммунальному хозяйству |
| Егоров Сергей Ефимович         | 1950 г.     | банковское дело                  | председатель Совета директоров БИН-Банка, член президиума Вольного экономического общества, член Национального экономического совета, член Совета предпринимателей при мэре и Правительстве Москвы              |
| Каннер Юрий Исаакович          | 1976 г.     |                                  | кандидат экономических наук, 6-й президент Российского еврейского конгресса |
| Ларионов Александр Степанович  | 1976 г.     |                                  | с 1998 года - по 2014 — министр финансов Саратовской обл. |
| Малышев Юрий Михайлович        | 1953 г.     | экономика промышленности         | доктор экономических наук, профессор, заслуженный деятель науки РСФСР и БАССР |
| Нордстрем Валентина Ивановна   | 1985 г.     |                                  | заместитель Председателя Правительства Курской области, председатель комитета финансов Курской области |
| Прокофьев Станислав Евгеньевич | 1989 г.     |                                  | заместитель руководителя Федерального казначейства, доктор экономических наук, профессор, заслуженный экономист РФ, ректор Финансового Университета при правительстве РФ                                        |

## Критика
В 2013 году СГСЭУ попал в фокус общественного внимания в связи с тем, что два работающих при нём диссертационных совета вошли в десятку самых «производительных» (дающих больше всего защищённых диссертаций) в России. В связи с этим журналисты предприняли проверку работ, защищённых в этих советах, и публикаций в «Вестнике СГСЭУ» посредством программы «Анти плагиат» и опубликовали свои выводы о найденных признаках плагиата.
В то же время, делать столь категоричные выводы преждевременно и  в ответ на эту и целый ряд аналогичных публикаций по другим вузам Минобрнауки России разместил на своем сайте 10 апреля 2013 года Информационное сообщение по вопросам процедур защиты и проверки текстов диссертаций, в котором, в частности говорится:
...Создание системы проверки использования заимствованного материала без ссылки на автора и (или) источник заимствования относится к полномочиям образовательной (научной) организации, на базе которой действует диссертационный совет, и осуществляется в инициативном порядке.
Система выявления неправомерных заимствований (так называемая программа «Анти плагиат») не имеет никакого отношения ни к Минобрнауки России, ни к Высшей аттестационной комиссии: разработана в инициативном порядке; какой-либо аттестации или аккредитации при Министерстве либо ВАК не проходила. Использование таких программ осуществляется гражданами или организациями самостоятельно. Делать выводы о качестве научного исследования только по результатам компьютерной проверки невозможно и неправомерно. Признание «факта плагиата может быть сделано только в судебном порядке».
Автор материала  через несколько часов изъял часть текста и опубликовал опровержение.